# 36 a.C.
36 a.C. foi um ano bissexto do século I a.C. que durou 366 dias. De acordo com o Calendário Juliano, o ano teve início numa terça-feira e terminou a uma quarta-feira. as suas letras dominicais foram F e E.
| Ano completo                          |
| ------------------------------------- |
| Ano bissexto com início à terça-feira |

## Eventos
- 186a olimpíada: Escamando da Alexandria da Trôade, vencedor do estádio.[1][Nota 1]
- Lúcio Gélio Publícola e Marco Coceio Nerva, cônsules romanos.[2][3][Nota 2]
- Criação da Legio III Cyrenaica
- Marco António casa-se com Cleópatra.
- Marco Vipsânio Agripa derrota a frota de Sexto Pompeu ao largo da Sicília.[4]
- Arquelau, rei da Capadócia.[5]

## Nascimentos
- Antónia, a Jovem, filha mais nova de Marco António e Octávia (m. 37 d.C.).[6]